# 암브로시오 스피놀라 도리아
암브로시오 스피놀라 도리아 다 세스토 공작 겸 데 로스발바세스 후작(스페인어: Ambrosio Spínola Doria, Duca di Sesto, marqués de los Balbases: 1569년-1630년 9월 25일)은 17세기 유럽의 콘도티에로였다. 에스파냐군에서 복무하여 다수의 중요한 전투에서 승리를 거두고 대귀족의 반열에까지 올랐다. 제노바 출신으로 원래 이름은 암브로조 스피놀라 도리아(이탈리아어: Ambrogio Spinola Doria)다. 당대 최고의 육군사령관이자 에스파냐 군사상 최고의 명장으로 평가받는다.